# GYM
A GYM egy Magyarországon megjelenő, testépítéssel, fitnesszel és erőemeléssel foglalkozó kéthavonta megjelenő sajtótermék. Főszerkesztője Bán László, kiadója a Sunn International Kft.

## A név eredete
A gym (kiejtése: "dzsim")  a gymnasium szó amerikai rövidítése, jelentése eredetileg tornaterem volt, amely mára kibővült például a testépítés színhelyével.

## Profilja
A kiadvány rendszeresen tudósít a nagyobb versenyekről, de az újság főleg az étkezési, edzési módszerek köré épül, s a legismertebb, és legelismertebb magyar versenyzőkkel készít riportokat.

## Külső hivatkozások
- Hivatalos honlap Archiválva 2020. július 7-i dátummal a Wayback Machine-ben